# Ренато Поджоли
Ренато Поджоли (на италиански: Renato Poggioli, р. 6 април 1907 г., п. 3 май 1963 г.) e италиански литературен теоретик и историк, специалист по руска литература.

## Биография
Дипломира се в университета на Флоренция при проф. Никола Отокар с работа върху Александър Блок (1929). През 1931-32 г. специализира в Карловия университет в Прага. Работи като лектор по италиански език и литература във Вилнюс (1935-36) и Варшава (1936-38). След Втората световна война първо е гост професор по италиански език и литература в Харвард (1946-47), където става и професор на пълен щат (1950). Като гост професор посещава Сорбоната (1961) и университета на Пуерто Рико (1962).
Загива в автомобилна катастрофа.

## Творчество
В началото на своята работа като учен славист публикува статии за Лилиев и Яворов., 
Превежда за италиански списания стихотворения на Николай Лилиев и Пейо Яворов (1928), както и „Ралица“ на Пенчо Славейков (1929). Като цели книги в негов превод на италиански са отпечатани романът „Радецки марш“ на Йозеф Рот (1934), трактатът на Дмитрий Мережковски „Иисус Неизвестният“ (1933), сборникът с разкази на Исак Бабел „Конармия“ (1932), сборник с лирика на Сергей Есенин (1940), сборник с избрани стихотворения на Александър Блок (1941), „Повест за похода на Игор“ (1952), романът „Приключенията на добрия войник Швейк през Световната война“ на Ярослав Хашек (1961).
Най-прочутата му книга е „Теория на авангарда“ (на италиански: Teoria dell'arte d'avanguardia) от 1962 г., преведена на английски като „The Theory of the Avant-garde“. В нея той застъпва позицията за пряката връзка на авангардното изкуство с наследството на Романтизма.
Проф. Поджоли е един от спорадичните герои в романа на Сол Белоу „Херцог“.